# Peter Ascherl
Peter Ascherl (* 7. Juni 1953 in Toronto, Ontario; † 5. Juni 2022 in Kanada) war ein deutsch-kanadischer Eishockeyspieler. Er war in der Eishockey-Bundesliga für den Mannheimer ERC, den Kölner EC und die Düsseldorfer EG aktiv.

## Karriere
Peter Ascherl begann seine Karriere in Kanada bei den Cambridge Hornets in der OHA-Sr. Seine Vorfahren kamen aus Deutschland. 1979 wechselte er als Eishockeydeutscher auf Betreiben des damaligen Trainers des Mannheimer ERC Heinz Weisenbach nach Mannheim in die Eishockey-Bundesliga. Für Mannheim absolvierte er in drei Spielzeiten 124 Spiele und erzielte dabei 125 Scorerpunkte, darunter 68 Tore. Im Jahr 1980 wurde er mit Mannheim Deutscher Meister. Nach der Saison 1981/1982 spielte er für den Kölner EC und erzielte dabei 20 Scorerpunkte in der regulären Saison. Über den Umweg Eintracht Frankfurt kehrte er aus der 2. Liga nochmals kurz in die erste Liga zu der DEG zurück, musste jedoch nach 24 Spielen und neun Scorerpunkten in der regulären Saison seine Karriere beenden. Ascherl war der erste schwarze deutsche Eishockeyspieler und während seiner Karriere in Mannheim bei den Fans äußerst beliebt.
Sein Sohn, Pierre-Christof Ascherl, wurde ebenfalls Eishockeyspieler und gewann 2019 mit den Jungadlern Mannheim die Deutsche Juniorenmeisterschaft.

## Nach der Sportkarriere
Bereits während seiner Spielerlaufbahn studierte Ascherl Rechtswissenschaften an der Ruprecht-Karls-Universität Heidelberg in Heidelberg. Er arbeitete als Jurist in seiner Geburtsstadt in Kanada und war dort Spezialist für deutsches Recht.